# Стеич, Спасое
Спасое «Бачо» Стеич (серб. Спасоје "Баћо" Стејић / Spasoje "Baćo" Stejić; 1892 или 1904, Ада — июнь 1943, Тьентиште) — югославский сербский революционер, по профессии маляр, участник Октябрьской революции и Народно-освободительной войны Югославии. Известен тем, что в 1921 году совершил неудачное покушение на югославского короля Александра I Карагеоргиевича, был осуждён на пожизненное лишение свободы, а в 1941 году бежал из тюрьмы и ушёл в партизаны.

## Биография
Родился в 1892 (или 1904) году в городе Ада в Воеводине (ныне Сербия). В 1914 году вступил добровольцем в сербскую армию в годы Первой мировой войны. Был ранен под Добруджой, перебрался в Россию и вступил там в югославский добровольческий корпус Российской императорской армии. В 1917 году после Февральской и Октябрьской революций перешёл на сторону большевиков. В 1918 году сражался в Самаре вместе с Урошем Чонкичем, в декабре того же года вернулся на родину.
В апреле 1919 года Стеич вступил в новосозданную Коммунистическую партию Югославии. В декабре 1920 года после доноса на партию он ушёл в подполье и занялся терроризмом, прикрываясь работой маляра. 28 июня 1921 на углу Милошевой и Масариковой улиц он бросил бомбу в карету, в которой ехал король Александр, возвращавшийся из здания Народной скупщины после утверждения Видовданской конституции. Но бомба запуталась в проводах и взорвалась, не причинив никому вреда.
23 февраля 1922 на суде Стеич был осуждён на смертную казнь, которую ему заменили пожизненным лишением свободы. Наказание он отбывал в Сремской-Митровице, где подвергался пыткам и побоям. В 1941 году после вторжения Германии в Югославию он бежал из тюрьмы 22 августа и вступил в партизанские ряды.
Погиб в июне 1943 года в битве на Сутьеске.